# Pro Tour
O Pro Tour(muitas vezes abreviado como PT), é a segunda maior forma de jogo competitivo (após o campeonato mundial) de Magic: The Gathering. Consiste em uma série de torneios realizados em todo o mundo, cada um exigindo um convite para participar. A palavra "Pro" em Pro Tour originou-se da proteção de mecânica perpétua, muitas vezes considerada pelos jogadores como o mecânico mais importante no jogo após o passo de desenho. Cada Pro Tour concede um total de US $ 240.000 em prêmios em dinheiro, com US $ 50.000 para o vencedor. Os concorrentes da Pro Tour também recebem pontos Pro, o valor dependendo dos resultados. Os Pro Points concedem benefícios especiais aos jogadores, incluindo a qualificação automática e os prêmios de viagem para o Pro Tours subsequente. Atualmente, quatro Pro Tours são realizadas durante uma temporada de doze meses.
O Pro Tour foi introduzido em 1996 com o primeiro evento em Nova York. Mais de 100 desses torneios foram realizados desde então.
Acabar dentro do Top 8 de um Pro Tour é considerado uma das maiores conquistas que um jogador Magic competitivo pode alcançar. Os jogadores profissionais são, portanto, muitas vezes comparados pelo número de acabamentos Top 8 do Pro Tour que fizeram ao longo de sua carreira. Os jogadores mais bem sucedidos do Pro Tour são Kai Budde, que conquistaram sete Pro Tours de dez Top 8, e Jon Finkel, que venceu três Pro Tours, ao chegar ao Top 8 dezesseis vezes.

## História
O primeiro grande torneio Magic: The Gathering foi o Campeonato de 1994 realizado em Gen Con. Foi um evento de eliminação única de 512 pessoas executado durante três dias de competição.
Em 1995, o Gerente de Marca Skaff Elias sugeriu que o jogo organizado precisava dar o passo para o próximo nível. A ideia era rodar vários torneios a cada ano que reunissem os melhores jogadores do mundo e recompensá-los com dinheiro pela dedicação ao jogo. Os jogadores deveriam ter algo para aspirar. Elias e Mark Rosewater, juntamente com outros, começaram a trabalhar no conceito. De 16 a 18 de fevereiro de 1996, o primeiro Pro Tour, muito brevemente chamado de 'The Black Lotus Pro Tour' ', foi realizado em Nova York.

## Qualificação
Até a segunda temporada em 1997, a qualificação foi baseada em resultados em torneios de alto perfil, ou por convite da empresa patrocinadora. Desde 1997, o Pro Tour é um torneio de qualificação apenas com eventos de qualificação realizados em todo o mundo. Existem várias maneiras de se qualificar, sendo as mais comuns:
- Ao terminar no Top 25 (substituído por 33 pontos de partida, equivalente a ganhar 11 em 16 rodadas, desde a temporada 2014-15) do anterior Pro Tour.
- Através de  Pro Tour Qualifiers  '(PTQ) ou' 'Regional Pro Tour Qualifiers'  (RPTQ), torneios abertos para aqueles que ainda não estão qualificados para o Pro Tour.
- Ao atingir o Top 8 ou ter pelo menos 39 pontos de jogo em formato individual  Grand Prix; ou chegar ao Top 4 ou ter pelo menos 36 pontos de partida no formato da equipe Grand Prix

## Season One ('96)

### Pro Tour - Nova York (16 a 18 de fevereiro de 1996)
Formato: Padrão, New York Style (Decks deve ter cinco cartas de cada expansão disponível em um deck ou um aparador)
1. Michael Loconto (Estados Unidos)
2. Bertrand Lestree (França)
3. Leon Lindback (Suécia)
4. Preston Poulter (Estados Unidos)
5. George Baxter (Estados Unidos)
6. Mark Justice (Estados Unidos)
7. Shawn "Hammer" Regnier (Estados Unidos)
8. Eric Tam (Canadá)

### Pro Tour - Los Angeles (3-6 de maio de 1996)
Formato: Booster Draft (Homelands / 4th Edition)
1. Shawn "Hammer" Regnier (Estados Unidos) - 2º DIA FINAL
2. Thomas Guevin (Estados Unidos)
3. Darwin Kastle (Estados Unidos)
4. Mark Venhaus (Estados Unidos)
5. Scott Johns (Estados Unidos)
6. Preston Poulter (Estados Unidos) - 2º DIA FINAL
7. Vaughn Sandor (Estados Unidos)
8. Jeffrey Wood (Estados Unidos)

### Pro Tour - Columbus (6-7 de julho de 1996)
Formato: Ice Age Block Constructed (Ice Age, Alianças)
1. Olle Rade (Suécia)
2. Sean Fleischman (Estados Unidos)
3. Alvaro Marques (Canadá)
4. Peter Radonjic (Canadá)
5. Brian Weissman (Estados Unidos)
6. Javier Garavito (Estados Unidos)
7. John Immordino (Estados Unidos)
8. Scott Johns (Estados Unidos) - 2º DIA FINAL

### 1996Campeonato Mundial de Campeonato Mundial de Magia: Seattle, Estados Unidos (14 a 18 de agosto de 1996)
Formatos: Tipo 1.5, Booster Draft, Standard
individual
1. Tom Chanpheng (Austrália)
2. Mark Justice (Estados Unidos) - 2º DIA FINAL
3. Henry Stern (Estados Unidos)
4. Olle Rade (Suécia) - 2º DIA FINAL
5. Matt Place (Estados Unidos)
6. Scott Johns (Estados Unidos) - 3º DIA FINAL
7. Eric Tam (Canadá)
8. Tommi Hovi (Finlândia)

equipe
1. Estados Unidos (Dennis Bentley, George Baxter, Mike Long, Matt Place)
2. República Tcheca (David Korejtko, Jakub Slemr, Ondrej Baudys, Lucas Kocourek)

## Estação Dois ('96 / '97)

### Pro Tour - Atlanta (13-15 de setembro de 1996)
Formato: Mirage deck selado (pré-lançamento)
1. Frank Adler (Alemanha)
2. Darwin Kastle (Estados Unidos) - 2º DIA FINAL
3. Aaron Muranaka (Estados Unidos)
4. John Yoo (Estados Unidos)
5. Terry Borer (Canadá)
6. Mike Long (Estados Unidos)
7. Chris Pikula (Estados Unidos)
8. Matthew Vienneau (Canadá)

### Pro Tour - Dallas (22-24 de novembro de 1996)
Formato: Padrão (Mas por um tempo no futuro desse fim de semana)
1. Paul McCabe (Canadá)
2. Jason Zila (Estados Unidos)
3. Brian Hacker (Estados Unidos)
4. Chris Pikula (Estados Unidos) - 2º DIA FINAL
5. George Baxter (Estados Unidos) - 2º DIA FINAL
6. Olle Rade (Suécia) - 3º DIA FINAL
7. Robert Thornburg (Estados Unidos)
8. Peer Kröger (Alemanha)

### Pro Tour - Los Angeles (28 de fevereiro - 2 de março de 1997)
Formato: Mirage Block Rochester Draft (Mirage, Visions)
1. Tommi Hovi (Finlândia) - 2º DIA FINAL
2. David Mills (Estados Unidos)
3. Alan Comer (Estados Unidos)
4. John Yoo (Estados Unidos)
5. Truc Bui (Estados Unidos)
6. John Immordino (Estados Unidos) - 2º DIA FINAL
7. Brian Weissman (Estados Unidos) - 2º DIA FINAL
8. Ben Possemiers (Bélgica)

### Pro Tour - Paris (11 a 13 de abril de 1997)
Formato: Mirage Block Constructed (Mirage, Visions)
1. Mike Long (Estados Unidos) - 2º DIA FINAL
2. Mark Justice (Estados Unidos) - 3º DIA FINAL
3. Darwin Kastle (Estados Unidos) - 3º DIA FINAL
4. Henning Rimkus (Alemanha)
5. Sturla Bingen (Noruega)
6. Paul Ferker (Estados Unidos)
7. Jason Gordon (Estados Unidos)
8. Jason Zila (Estados Unidos) - 2º DIA FINAL

### Pro Tour - Nova York (30 de maio - 1 de junho de 1997)
Formato: Booster Draft Mirage Block (Mirage, Visions)
1. Terry Borer (Canadá) - 2º DIA FINAL
2. Ivan Stanoev (República Tcheca)
3. Gabriel Tsang (Canadá)
4. Jeroen Weyden (Holanda)
5. Mark Chalice (Estados Unidos)
6. John Chinnock (Estados Unidos)
7. Michael Pustilnik (Estados Unidos)
8. Patrick Chapin (Estados Unidos)

### 1997 Campeonato MundialCampeonato Mundial de Magia: Campeonato Mundial- Seattle, Estados Unidos (13 a 17 de agosto de 1997)
Formato: Padrão, Mirage Block Rochester Draft (Mirage, Visions, Weatherlight), Extended
individual
1. Jakub Slemr (República Tcheca)
2. Janosch Kuhn (Alemanha)
3. Paul McCabe (Canadá) - 2º DIA FINAL
4. Svend Geertsen (Dinamarca)
5. Gabriel Tsang (Canadá) - 2º DIA FINAL
6. Nikolai Weibull (Suécia)
7. Nate Clarke (Estados Unidos)
8. John Chinnock (Estados Unidos) - 2º DIA FINAL

equipe
1. Canadá (Gary Krakower, Michael Donais, Ed Ito, Gab Tsang)
2. Suécia (Nikolai Weibull, Mattias Jorstedt, Marcus Angelin, Johan Cedercrantz)

## Estação Três ('97 / '98)

### Pro Tour - Chicago (10-12 de outubro de 1997)
Formato: Extended
1. Randy Buehler (Estados Unidos)
2. David Mills (Estados Unidos) - 2º DIA FINAL
3. Jon Finkel (Estados Unidos)
4. Max Suver (Estados Unidos)
5. Adrian Sayers (Estados Unidos)
6. Justin Schneider (Estados Unidos)
7. Kyle Rose (Estados Unidos)
8. Olle Rade (Suécia) - 4º DIA FINAL

### Pro Tour - Mainz (5-7 de dezembro de 1997)
Formato: Tempest Rochester Draft (Tempest)
1. Matt Place (Estados Unidos) - 2º DIA FINAL
2. Steven O'Mahoney-Schwartz (Estados Unidos)
3. Peer Kröger (Alemanha) - 2º DIA FINAL
4. Kurt Burgner (Estados Unidos)
5. John Ormerod (Inglaterra)
6. Chris Bishop (Estados Unidos)
7. Mark Le Pine (Estados Unidos)
8. Gabriele Pisicchio (Itália)

### Pro Tour - Los Angeles (6-8 de março de 1998)
Formato: Tempest Block Constructed (Tempest)
1. David Price (Estados Unidos)
2. Ben Rubin (Estados Unidos)
3. David Bachmann (Estados Unidos)
4. Adam Katz (Estados Unidos)
5. Kyle Rose (Estados Unidos) - 2º DIA FINAL
6. Jakub Slemr (República Checa) - 2º DIA FINAL
7. Svend Geertsen (Dinamarca) - 2º DIA FINAL
8. Andrew Wolf (Estados Unidos)

### Pro Tour - Nova York (17-19 de agosto de 1998)
Formato: Tempest Booster Draft (Tempest, Stronghold)
1. Jon Finkel (Estados Unidos) - 2º DIA FINAL
2. Dominic Crapuchettes (Estados Unidos)
3. John Chinnock (Estados Unidos) - 3º DIA FINAL
4. David Bachmann (Estados Unidos) - 2º DIA FINAL
5. Truc Bui (Estados Unidos) - 2º DIA FINAL
6. Nate Clarke (Estados Unidos) - 2º DIA FINAL
7. Mark Justice (Estados Unidos) - 4º DIA FINAL
8. Casey McCarrel (Estados Unidos)

### 1998Campeonato Mundial de Campeonato Mundial de Magia: Seattle, Estados Unidos (12 a 16 de agosto de 1998)
Formato: Tempest Booster Draft, Standard, Tempest Block Blocked (Tempest, Stronghold, Exodus)
individual
1. Brian Selden (Estados Unidos)
2. Ben Rubin (Estados Unidos) - 2º DIA FINAL
3. Jon Finkel (Estados Unidos) - 3º DIA FINAL
4. Raphael Levy (França)
5. Scott Johns (Estados Unidos) - 4º DIA FINAL
6. Chris Pikula (Estados Unidos) - 3º DIA FINAL
7. Brian Hacker (Estados Unidos) - 2º DIA FINAL
8. Alan Comer (Estados Unidos) - 2º DIA FINAL

equipe
1. Estados Unidos (Matt Linde, Mike Long, Bryce Currence, Jon Finkel)
2. França (Pierre Malherbaud, Manuel Bevand, Marc Hernandez, Fabien Demazeau)

## Estação Quatro ('98 / '99)

### Pro Tour - Chicago (25 a 27 de setembro de 1998)
Formato: Uraga's Saga Rochester Draft (Urza's Saga)
1. Dirk Baberowski (Alemanha)
2. Casey McCarrel (Estados Unidos) - 2º DIA FINAL
3. Jeff Fung (Canadá)
4. Benedikt Klauser (Áustria)
5. Jon Finkel (Estados Unidos) - 4º DIA FINAL
6. Ryan Fuller (Canadá)
7. Martin Cedercrantz (Suécia)
8. Dominique Coene (Bélgica)

## Pro torneio - Roma (13 a 15 de novembro de 1998)
Formato: Estendido
1. Tommi Hovi (Filandia) - final do dia 3, primeira repetição do campeonato
2. Nicolas Labarre (França)
3. Mark Le Pine (Estados Unidos) - final dê 2
4. Federico Dato (Itália)
5. Olle Rade (Suécia) - final do quinto dia
6. Justin Gary (Estados Unidos)
7. Erik Lauer (Estados Unidos)
8. Andre Konstanczer (Alemanha)

### Pro Tour - Los Angeles (26-28 de fevereiro de 1999)
Formato: Uraga's Saga Rochester Draft (Urza's Saga)
1. Steven O'Mahoney-Schwartz (Estados Unidos) - 2º DIA FINAL
2. Jon Finkel (Estados Unidos) - 5º DIA FINAL
3. Worth Wollpert (Estados Unidos)
4. Terry Lau (Canadá)
5. Lucien Bui (França)
6. Patrick Chapin (Estados Unidos) - 2º DIA FINAL
7. Svend Geertsen (Dinamarca) - 3º DIA FINAL
8. Mike Long (Estados Unidos) - 3º DIA FINAL

### Pro Tour - Nova York (30 de abril a 2 de maio de 1999)
Formato: Urza's Saga Block Constructed (Urza's Saga, Urza's Legacy)
1. Casey McCarrel (Estados Unidos) - 3º DIA FINAL
2. Shawn Keller (Estados Unidos)
3. Zvi Mowshowitz (Estados Unidos)
4. David Humpherys (Estados Unidos)
5. Robert Dougherty (Estados Unidos)
6. Christian Luhrs (Alemanha)
7. Nicolas Labarre (França) - 2º DIA FINAL
8. Terry Tsang (Canadá)

### 1999Magic: The World Championship Gathering Championship- Yokohama, Japana (4-8 de agosto de 1999)
Formato: Urza's Saga Rochester Draft (Urza's Saga, Urza's Legacy, Urza's Destiny), Standard, Extended
individual
1. Kai Budde (Alemanha)
2. Mark Le Pine (Estados Unidos) - 3º DIA FINAL
3. Raffele Lo Moro (Itália)
4. Matt Linde (Estados Unidos)
5. Jakub Slemr (República Checa) - 3º DIA FINAL
6. Jamie Parke (Estados Unidos)
7. Gary Wise (Canadá)
8. Nicolai Herzog (Noruega)

equipe
1. Estados Unidos (Kyle Rose, John Hunka, Zvi Mowshowitz, Charles Kornblith)
2. Alemanha (Marco Blume, Patrick Mello, David Brucker, Rosario Maij)

## Estação Cinco ('99 / '00)

### Pro Tour - Washington DC (3-5 de setembro de 1999)
Formato: O bloco de saga da equipe de Urza selado (Saga de Urza, legado de Urza, destino de Urza) - primeiro dia, Saga Rochester Draft da equipe Urza (Saga de Urza, legado de Urza, destino de Urza) - dois dias finais
1. Team Your Move Game [Rob Dougherty (Estados Unidos) - 2º DIA FINAL, Dave Humpherys (Estados Unidos) - 2º DIA FINAL, Darwin Kastle (Estados Unidos) - 4º FIM FINAL]
2. Team Game Empire [Kurt Burgner (Estados Unidos) - 2º DIA FINAL, Alan Comer (Estados Unidos) - 3º FIM FINAL, Brian Selden (Estados Unidos) - 2º FIM FINAL]
3. Team Antarctica [Jon Finkel (Estados Unidos) - 6º DIA FINAL, Dan O'Mahoney-Schwartz (Estados Unidos), Steven O'Mahoney-Schwartz (Estados Unidos) - 3º FIM FINAL]
4. Team THL [Marc Aquino (Estados Unidos), Richard Jones (Estados Unidos), Drew McLean (Estados Unidos)]

### Pro Tour - Londres (15 a 17 de outubro de 1999)
Formato: Urza's Saga Booster Draft (Urza's Saga, Urza's Legacy, Urza's Destiny)
1. Kyle Rose (Estados Unidos) - 3º DIA FINAL
2. Thomas Preyer (Áustria)
3. Mike Bregoli (Estados Unidos)
4. Ben Rubin (Estados Unidos) - 3º DIA FINAL
5. Gunnar Refsdal (Alemanha)
6. William Jensen (Estados Unidos)
7. Marc Hernandez (França)
8. Darwin Kastle (Estados Unidos) - 5º DIA FINAL

### Pro Tour - Chicago (3 a 5 de dezembro de 1999)
Formato: Extended
1. Bob Maher, Jr. (Estados Unidos)
2. Brian Davis (Estados Unidos)
3. Christian Lührs (Alemanha) - 2º DIA FINAL
4. Raphael Levy (França) - 2º DIA FINAL
5. Alan Comer (Estados Unidos) - 4º DIA FINAL
6. Dirk Baberowski (Alemanha) - 2º DIA FINAL
7. Tony Dobson (Inglaterra)
8. Hector Fuentes (Espanha)

### Pro Tour - Los Angeles (4-6 de fevereiro de 2000)
Formato: Mascotes Mercadianos Booster Draft (Mercados Masques)
1. Trevor Blackwell (Estados Unidos)
2. Chris Benafel (Estados Unidos)
3. Kurt Burgner (Estados Unidos) - 3º DIA FINAL
4. Mike Long (Estados Unidos) - 4º DIA FINAL
5. Erno Ekebom (Finlândia)
6. Bruce Cowley (Estados Unidos)
7. Andrew Nishioka (Estados Unidos)
8. Brian Selden (Estados Unidos) - 3º DIA FINAL

### Pro Tour - Nova York (14-16 de abril de 2000)
Formato: Bloco Masques Mercadiano Construído (Mascate Mercadiano, Némesis)
1. Sigurd Eskeland (Noruega)
2. Warren Marsh (Inglaterra)
3. Ben Rubin (Estados Unidos) - 4º DIA FINAL
4. Mattias Kettil (Suécia)
5. John Larkin (Irlanda)
6. Mike Bregoli (Estados Unidos) - 2º DIA FINAL
7. Travis Turning (Estados Unidos)
8. John Hunka (Estados Unidos)

### 2000Magic: The World Championship Gathering Championship- Bruxelas, Bélgica (2 a 6 de agosto de 2000)
Formatos: Mascotes Mercadianos Bloqueio Booster Draft (Mascate Mercadiano, Nemesis, Profecia), Bloco Masques Mercadiano Construído (Masques Mercadianos, Nêmesis, Profecia), Padrão
individual
1. Jon Finkel (Estados Unidos) - 7º DIA FINAL, 2º PRO TOUR WIN
2. Bob Maher, Jr. (Estados Unidos) - 2º DIA FINAL
3. Dominik Hothow (Alemanha)
4. Benedikt Klauser (Áustria) - 2º DIA FINAL
5. Tom van de Logt (Países Baixos)
6. Helmut Summersberger (Áustria)
7. Janosch Kuhn (Alemanha) - 3º DIA FINAL
8. Nicolas Labarre (França) - 3º DIA FINAL

equipe
1. Estados Unidos (Jon Finkel, Chris Benafel, Frank Hernandez, Aaron Forsythe)
2. Canadá (Ryan Fuller, Murray Evans, Gab Tsang, Sam Lau)